# Пола-Мей Вікс
Пола-Мей Вікс (23 грудня 1958 , Порт-оф-Спейн ) — президент Тринідаду і Тобаго з 19 березня 2018 по 20 березня 2023 року, тринідадська юристка, суддя апеляційного суду островів Теркс і Кайкос. Після обіймання цієї посади вона стала першою в історії Тринідаду і Тобаго жінкою, яка стала президентом, а також другою жінкою-главою держави після королеви Єлизавети II.

## Життєпис
5 січня 2018 року Вікс була висунута кандидатом в президенти країни за пропозицією прем'єр-міністра Кіта Роулі в надії на досягнення консенсусу з керівником парламентської опозиції Камла Персад-Біссессарою, яка згодом дійсно підтримала її кандидатуру. Висування Вікс на посаду президента також відзначили політологи. Оскільки в день виборів виявилася єдиною висунутої кандидатурою, то була обрана без голосування.